# Kaya Airport
Kaya Airport är en flygplats i Burkina Faso. Den ligger i den centrala delen av landet, 90 km nordost om huvudstaden Ouagadougou. Kaya Airport ligger 346 meter över havet.
Terrängen runt Kaya Airport är platt. Närmaste större samhälle är Kaya, 3,2 km nordost om Kaya Airport.
Trakten runt Kaya Airport består i huvudsak av gräsmarker. Runt Kaya Airport är det ganska tätbefolkat, med 179 invånare per kvadratkilometer.